# Верхняя Пизама
Верхняя Пизама — озеро на территории Ребольского сельского поселения Муезерского района Республики Карелия.

## Общие сведения
Площадь озера — 0,7 км². Располагается на высоте 186,2 метров над уровнем моря.
Форма озера лопастная, подковообразная. Берега каменисто-песчаные, местами заболоченные.
Из южной оконечности озера вытекает безымянный ручей, втекающий в озеро Нижняя Пизама, связанное протокой с Лексозеро, откуда через реки Сулу и Лендерку воды в итоге попадают в Балтийское море.
Код объекта в государственном водном реестре — 01050000111102000010601.